# نيزك دقيق

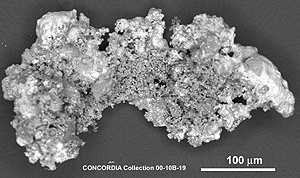
نيزك دقيق تم جمعه من جليد انتاركتيكا

النيازك الدقيقة (بالإنجليزية: Micrometeoroid)‏ هي في الأصل قطع صخرية صغيرة الحجم تسبح في الفضاء لكنها تمكنت من عبور الغلاف الجوي والوصول إلي سطح الأرض .
تزن النيازك الدقيقة عادة ما يقارب الجرام .

## الاهتمام العلمي
النيازك الصغرى هي قطع صغيرة جدا من الصخور أو المعدن مكسورة من قطع أكبر من الصخور والحطام التي غالبا ما يعود تاريخها إلى ولادة النظام الشمسي. النيازك الدقيقة هي شائعة للغاية في الفضاء. وتشكل الجسيمات الصغيرة مساهما رئيسيا في عمليات التجوية الفضائية. عندما تصل إلى سطح القمر، أو أي هيئة الهواء (الزئبق، الكويكبات، وما إلى ذلك)، فإن ذوبان والتبخر الناتجة يسبب سواد والتغيرات البصرية الأخرى في ريجوليث. من أجل فهم السكان النيازك الصغيرة أفضل، وعدد من المركبات الفضائية (بما في ذلك القمرية المدار 1، لونا 3، المريخ 1 وبيونير 5) قد تم الكشف عن النيازك الدقيقة.
في عام 1957 أجرى هانز بيترسون واحدة من أول القياسات المباشرة لسقوط الغبار الفضائي على الأرض، وتقدر أن يكون 1430000 طن سنويا. إذا كان هذا صحيحا، ثم سيتم تغطية القمر إلى عمق كبير جدا كما أن هناك أشكال محدودة من تآكل لإزالة هذه المواد. في عام 1961 نشر آرثر سي كلارك هذا الاحتمال في روايته خريف موندوست. وكان ذلك مدعاة للقلق لدى المجموعات التي تحاول الهبوط على سطح القمر، لذا اتبعت سلسلة من الدراسات الجديدة لتحسين وصف القضية. وشمل ذلك إطلاق عدة مركبات فضائية مصممة لقياس تدفق الفيضانات الصغيرة (برنامج ساتلي بيغاسوس) أو قياس الغبار مباشرة على سطح القمر (برنامج مساح). وأظهرت هذه الدراسات أن التدفق كان أقل بكثير من التقديرات السابقة، أي ما يتراوح بين 000 10 و 000 20 طن في السنة، وأن سطح القمر صخري نسبيا. معظم العينات القمرية التي تم إرجاعها خلال برنامج أبولو لها آثار آثار النيازك الصغيرة، وعادة ما تسمى "حفر الزاب"، على الأسطح العليا.
تظهر العينة القمرية 61195 من أبولو 16 العديد من الحفر على سطحها بسبب آثار النيازك الصغرى
أما النيازك الدقيقة فتكون مداراتها أقل استقرارا من النيازك، وذلك بسبب ارتفاع مساحة السطح إلى نسبة الكتلة. ويمكن أن توفر النيازك الدقيقة التي تقع على الأرض معلومات عن أحداث التسخين بالمليمتر في السديم الشمسي. ولا يمكن جمع النيازك والنيازك الدقيقة (كما تعرف عند وصولها إلى سطح الأرض) إلا في المناطق التي لا يوجد فيها ترسيب للأرض، وهي مناطق قطبية عادة. يتم جمع الثلج ومن ثم ذاب وتصفيتها بحيث يمكن استخراج النيازك الدقيقة تحت المجهر.
وتجنب النيازك الصغيرة الصغيرة بشكل كاف تسخين كبير عند الدخول إلى الغلاف الجوي للأرض. بدأ جمع هذه الجسيمات من قبل طائرات تحلق عالية في 1970s، ومنذ ذلك الوقت أصبحت هذه العينات من الغلاف الجوي بين الكرات التي جمعها الغلاف الجوي (تسمى جزيئات براونلي قبل أصلها خارج كوكب الأرض) عنصرا هاما من المواد خارج الأرض المتاحة للدراسة في المختبرات على أرض.

## التأثير على عمليات المركبات الفضائية
وتشكل النيازك الدقيقة تهديدا كبيرا لاستكشاف الفضاء. ويبلغ متوسط سرعة النيازك الصغرى بالنسبة إلى مركبة فضائية في المدار 10 كيلومترات في الثانية (22,500 ميلا في الساعة). مقاومة تأثير النيازك الصغرى هو التحدي تصميم كبير للمركبات الفضائية ومصممي البدلة الفضائية (انظر الحرارية ميتيتورويد الملابس). في حين أن الأحجام الصغيرة من معظم النيازك الصغيرة تحد من الأضرار التي لحقت، فإن آثار سرعة عالية سوف تتحلل باستمرار الغلاف الخارجي للمركبات الفضائية بطريقة مماثلة لالسفع الرملي. ويمكن أن يهدد التعرض الطويل الأجل وظائف أنظمة المركبات الفضائية.
أما الآثار التي تحدثها الأجسام الصغيرة ذات السرعة العالية للغاية (10 كيلومترات في الثانية) فهي مجال بحثي حاليا في المقذوفات الطرفية. (تسريع الكائنات تصل إلى هذه السرعات أمر صعب؛ وتشمل التقنيات الحالية المحركات الخطية والرسوم على شكل). خطر مرتفع بشكل خاص للأشياء في الفضاء لفترات طويلة من الزمن، مثل الأقمار الصناعية. كما أنها تشكل تحديات هندسية كبيرة في نظم الرفع النظري منخفضة التكلفة مثل روتوفاتورس ومصاعد الفضاء والمناطيد المدارية.